# Enric Marco
Pour les articles homonymes, voir Marco.
Enric Marco, né le 12 avril 1921 à Barcelone et mort le 21 mai 2022, est un syndicaliste espagnol de Catalogne, mais il est aujourd'hui principalement connu comme un imposteur prétendant avoir été interné durant la Seconde Guerre mondiale dans le camp de concentration de Flossenbürg, en Allemagne. Auteur d'une autobiographie mensongère publiée en 1978, il est par la suite régulièrement sollicité par les médias espagnols pour témoigner sur les conditions de vie dans les camps de concentration et au début des années 2000 devient un cadre important d'une association de déportés. Il est démasqué en 2005 par un historien spécialiste de la déportation. En 2014, le romancier Javier Cercas lui consacre un livre, L'Imposteur et en 2024 est tourné un film Marco, l'énigme d'une vie de Jon Garaño.
Après la sortie de ce film, la presse révèle qu'Enric Marco a usurpé l'identité du résistant et déporté catalan Enric Moner. 

## Biographie
Les récits autobiographiques de Marco, dont la première version paraît en 1978, le montrent comme un militant anarchiste qui, exilé en France à la suite de la guerre d'Espagne, aurait été arrêté par la Gestapo à Marseille et déporté en Allemagne au camp de Flossenburg, camp où les Espagnols étaient très peu nombreux, contrairement à celui de Mauthausen. Libéré en 1945, il serait rentré clandestinement en Espagne en 1946 et y aurait repris la lutte clandestine contre la dictature franquiste jusqu'à la fin du régime en 1975.
Après la transition démocratique (1975-1978), Enric Marco a une importante activité publique. Sous le nom (castillan) d'Enrique Marcos, il est en 1978-1979 secrétaire général du syndicat CNT, mais il en est exclu en 1980 en même temps que le courant « possibiliste » dont il est l'un des leaders et qui créé la CGT espagnole. En 1999, il est aussi vice-président à Barcelone d'une fédération catalane de parents d'élèves.
C'est entre 2000 et 2005 qu'Enric Marco se livre à une intense activité de prétendu témoin à travers des centaines de conférences (notamment en milieu scolaire) et publications dans différents médias. Bon nombre de documentaristes le choisissent car c'est lui qui raconte le mieux non seulement la déportation, mais un grand nombre d'événements. En 2003, il est élu président de l’Amicale de Mauthausen, qui regroupe des survivants espagnols des camps nazis et des membres de leurs familles. Il n'entre dans cette association qu'en 2000, alors qu'il ne reste plus en Espagne qu'un petit nombre de survivants (il en reste plus en France, mais ceux-ci ne jouent aucun rôle dans l'association espagnole).
Mais, en étudiant les archives du ministère des Affaires étrangères espagnol, l'historien Benito Bermejo découvre l'imposture de Marco : celui-ci est en réalité parti volontairement en Allemagne en 1941 comme travailleur de l'industrie de guerre allemande dans le cadre d'un accord d'août 1941 de Franco avec Hitler. Il a seulement été emprisonné à Kiel pour insubordination et a été libéré en 1943 puis renvoyé en Espagne.
C'est en mai 2005 que Benito Bermejo révèle l'imposture, d'abord à l'association de Mauthausen, au gouvernement espagnol et à la Généralité de Catalogne, en lien avec la cérémonie de commémoration de la libération de Mauthausen, où Marco doit prendre la parole en présence du Premier ministre espagnol, José Luis Zapatero : il est immédiatement contraint de démissionner de la présidence de l'association et mis à l'écart de toute activité liée à la déportation.
Il meurt centenaire en 2022, après avoir consacré ses dernières années à sa défense, affirmant que son imposture n'a fait de mal à personne et qu'il a tout de même joué un rôle important dans la reconnaissance par l'Espagne de la déportation des Espagnols.

## Postérité
- En 2014, l'écrivain Javier Cercas, dans un essai intitulé L'Imposteur, qui se situe entre enquête et roman, revient sur la vie de cet affabulateur[5];
- En 2024, l'acteur catalan Eduard Fernández joue le rôle de Marco dans le film Marco, l'énigme d'une vie de Jon Garaño[6].
- En 2024, la presse révèle qu'il a tenté d'usurper l'identité du déporté Enric Moner, originaire de Figueras et membre de la résistance intérieure française[7].

### Articles de presse
- Exilio y Deportacion (recueil d'articles en espagnol et en français)
- Dans le camp du mensonge (Libération, 17 juin 2005)
- Journal 20 Minutos, 11 mai 2005
- Un imposteur nommé Marcos, Actualité de l’Anarcho-syndicalisme, 11 décembre 2005
- Le mensonge qui stupéfie l'Espagne (Le Journal du dimanche, 22 mai 2005)